# 三坝乡 (蓬安县)
三坝乡，是中华人民共和国四川省南充市蓬安县曾经下辖的一个乡。2019年10月，撤销三坝乡，将其所属行政区域划归利溪镇管辖。

## 行政区划
三坝乡撤销前下辖以下地区：
三坝乡街道社区、姚家坝村、万寿村、冉家碑村、郑家坝村、大石塘村、三坝村、汪家坡村、金竹庵村、双龙盘村和阙家坝村。